# Knabstrup Keramikfabrik
Knabstrup Keramik var et dansk mærke for keramik, der blev etableret som Knabstrup Teglværk i 1622 og oprindeligt lukkede i 1988, men blev relanceret i 2017. Knabstrup Keramik startede i 1897, hvor det blev et aktieselskab.
H.H. Schou overtog i 1897 den gamle virksomhed og etablerede Aktieselskabet Knabstrup Teglværk. H.H. Schou havde tre generationer af iværksættere bag sig og var en iderig og visionær mand, og det var hans ide med at udvide varesortimentet med en produktion af urtepotter.
Da H.H. Schou døde i 1928, overtog hans datter Frida Schou ledelsen af firmaet, i starten dog med en meddirektør frem til 1932, hvorefter hun var den eneste direktør i selskabet.